# Селамат Такім
Селамат Такім (малай. Selamat Takim) — малайзійський політик. Член Асамблеї штату Джохор від Sungai Balang, який отримав місце на виборах у штаті Джохор у 2022 році. Склав присягу 20 квітня 2022 року в будівлі Султана Ісмаїла, Кота Іскандар, Джохор.

## Політика
Раніше обіймав посаду особистого секретаря заступника міністра. Крім того, Селамат є секретарем Барісан Насіонал і секретарем відділу UMNO Muar.